# Cestrum hirtum
Cestrum hirtum är en potatisväxtart som beskrevs av Olof Swartz. Cestrum hirtum ingår i släktet Cestrum och familjen potatisväxter. Inga underarter finns listade i Catalogue of Life.